# Tunel w Jatkach
Tunel w Jatkach – jaskinia, a właściwie schronisko, w Dolinie Strążyskiej w Tatrach Zachodnich. Ma dwa otwory wejściowe położone w Dolinie Grzybowieckiej, w grzbiecie Łysanek, w najwyższej turni Jatek, na wysokości 1370 metrów n.p.m. Długość jaskini wynosi 6 metrów, a jej deniwelacja 3,5 metra.

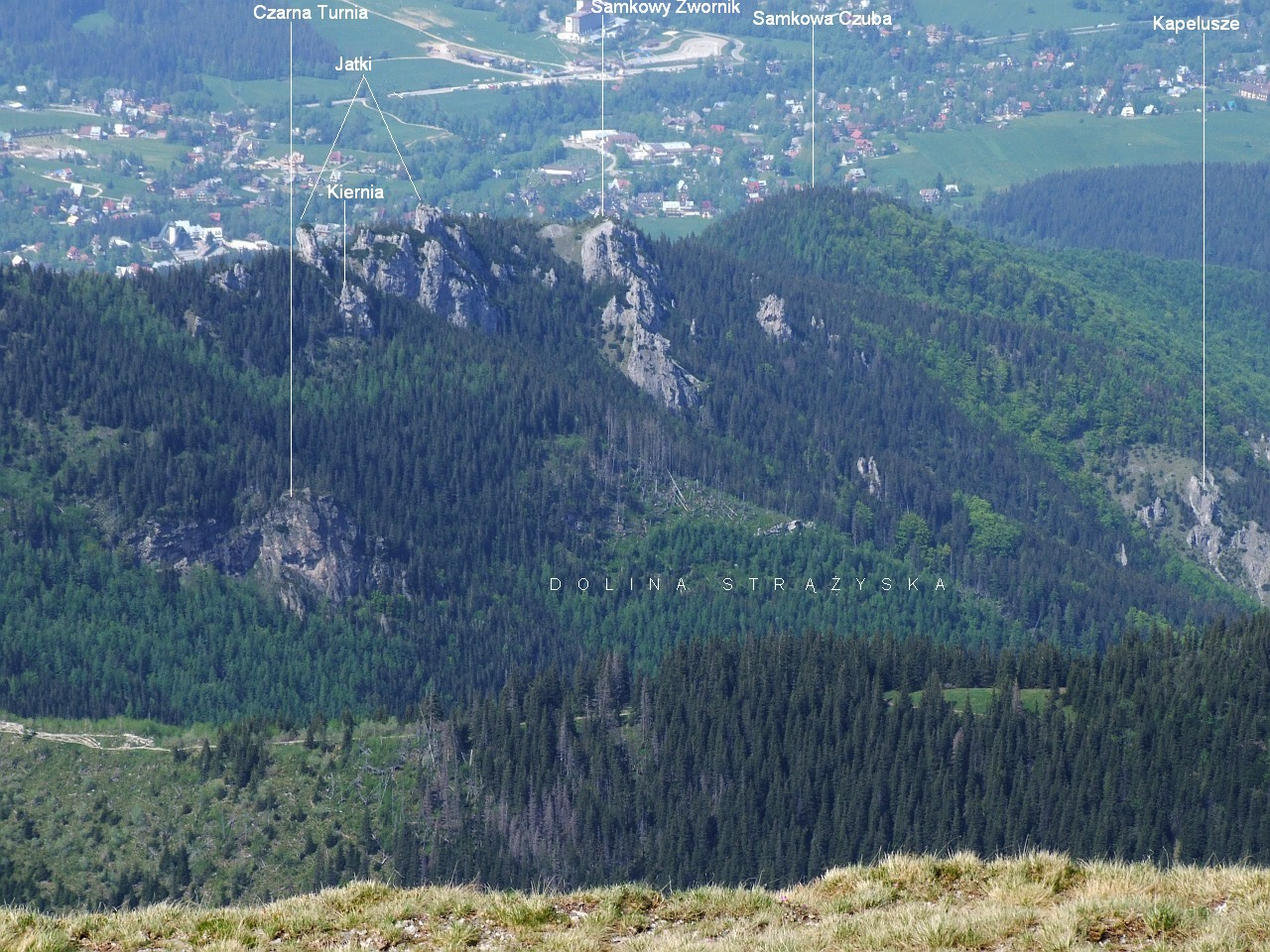
Grzbiet Łysanek w Dolinie Strążyskiej

## Opis jaskini
Jaskinię stanowi wąski i wysoki szczelinowy korytarzyk przebijający skałę na wylot. Zaczyna się w dużym otworze wejściowym z 3-metrowym progiem i dochodzi przez zacisk do niewielkiego drugiego otworu.

## Przyroda
W jaskini brak jest nacieków i roślinności.

## Historia odkryć
Jaskinia była prawdopodobnie znana od dawna. Pierwszą wzmiankę o niej opublikował W. W. Wiśniewski w 1993 roku.